# Nyudzhyu
Nyudzhyu är en ort i Azerbajdzjan.   Den ligger i distriktet Lerik Rayonu, i den södra delen av landet, 200 km sydväst om huvudstaden Baku. Nyudzhyu ligger 449 meter över havet och antalet invånare är 854.
Terrängen runt Nyudzhyu är kuperad. Närmaste större samhälle är Lerik, 16,3 km sydväst om Nyudzhyu. 
I omgivningarna runt Nyudzhyu växer i huvudsak blandskog. Runt Nyudzhyu är det ganska tätbefolkat, med 120 invånare per kvadratkilometer.